# Українська гімназія імені Мар'яна Дубецького (Рівне)

## Історія
Будинок Першої української гімназії у Рівному зведений у 1930-х рр. за сприяння місцевої організації товариства "Просвіта" на ділянці, подарованій рівнянином Пилипом Дзіваком.
Після Другої світової війни у добудованому приміщенні по вулиці Пушкіна, 17 розмістилась і працювала середня школа № 5.
З 1964 року і до сьогодні тут функціонує Рівненська спеціалізована школа І-ІІІ ступенів №15 Рівненської міської ради.
За період свого існування будівля школи поетапно розширювалась: у 1979 році було збудовано новий навчальний корпус, у 1985 році – корпус для учнів-шестирічок. Впродовж кінця 1980-х-1990-х років тривала реконструкція найстарішої, довоєнної, частини (звершилась у 1999 році), внаслідок чого був демонтований аттик, видозмінений головний фасад (вхідний вузол перенесений в іншу частину комплексу).

## Архітектура
Автором проєкту, виконаного у 1930 році, був головний архітектор міста Семен Юліанович Сидорчук. На території, окрім гімназійного будинку, планувалось спорудити будинок директора, що було поширеною практикою в Другій Речі Посполитій, а також господарську будівлю. Будинок мав складатись з двох зблокованих об’ємів: триповерхового навчального корпусу та одноповерхового спортивного залу. У навчальному корпусі були запроєктовані навчальні класи, кабінети біології, фізики та хімії з допоміжними приміщеннями, майстерні для ручної праці, кабінет директора та учительська, скаутська світлиця, бібліотека, кабінет лікаря.
Архітектурний образ гімназії, представлений у проєкті, сформований під впливом національно-романтичних тенденцій польської архітектури 1920-х років. Зокрема, очевидним є поєднання стилізованих мотивів польського ренесансу (триярусна структура фасаду, об’єм завершує масивний аттик, декорований ритмічно розставленими башточками-«бартизанами», з фронтоном складного контуру в дусі архітектури маньєризму, накладні плоскі півциркульні арки на площині фасаду першого поверху) на основі композиційних класицистичних прийомів симетрії, акцентування головної осі, загальної монументальності.
Будівництво не було завершене до 1939 р. Відомо, що недобудовану будівлю планували перепрофілювати і розташувати тут лікарню, але зміна політичної ситуації, включення Волинського воєводства до складу Української РСР, наступні події Другої світової війни стали причиною зупинки робіт. У публікації в журналі «Архітектура Радянської України» (№2, 1941 р.) «Нова лікарня в Ровно» йдеться про намір реалізувати план реконструкції збудованого корпусу для розташування тут лікарні. Проєкт реконструкції було виконано архітектурно-планувальною майстернею Наркомздоров’я. Передбачалось розташування: у цокольному поверсі – перепускника для хворих, аптечної кімнати, кухні, двох лабораторій і «котельні з вугляркою»; на першому поверсі – «вестибюль для одвідувачів, кімната побачень, канцелярія і кабінет лікаря, операційне приміщення з передопераційною і перев’язувальною, санвузли, буфетна»; на другому поверсі – «хірургічний відділ з операційним відділенням», на третьому – «гінекологічне відділення з усіма обслужними приміщеннями». Очевидно, що у зв’язку зі зміною призначення будівлі, відмовились від будівництва корпусу спортивного залу.
Але, очевидно, що воєнні дії завадили реалізації і цього плану.

## Галерея

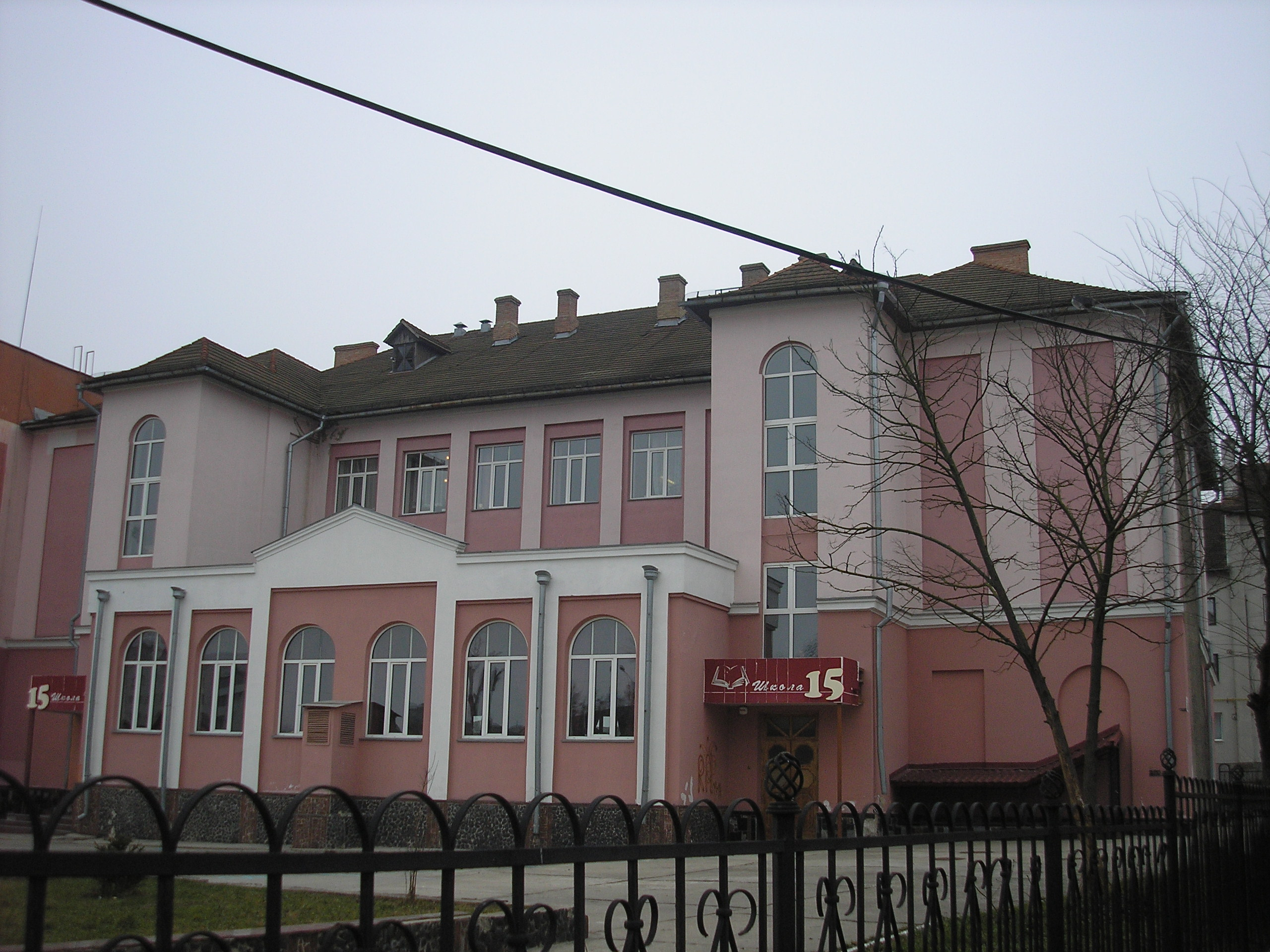
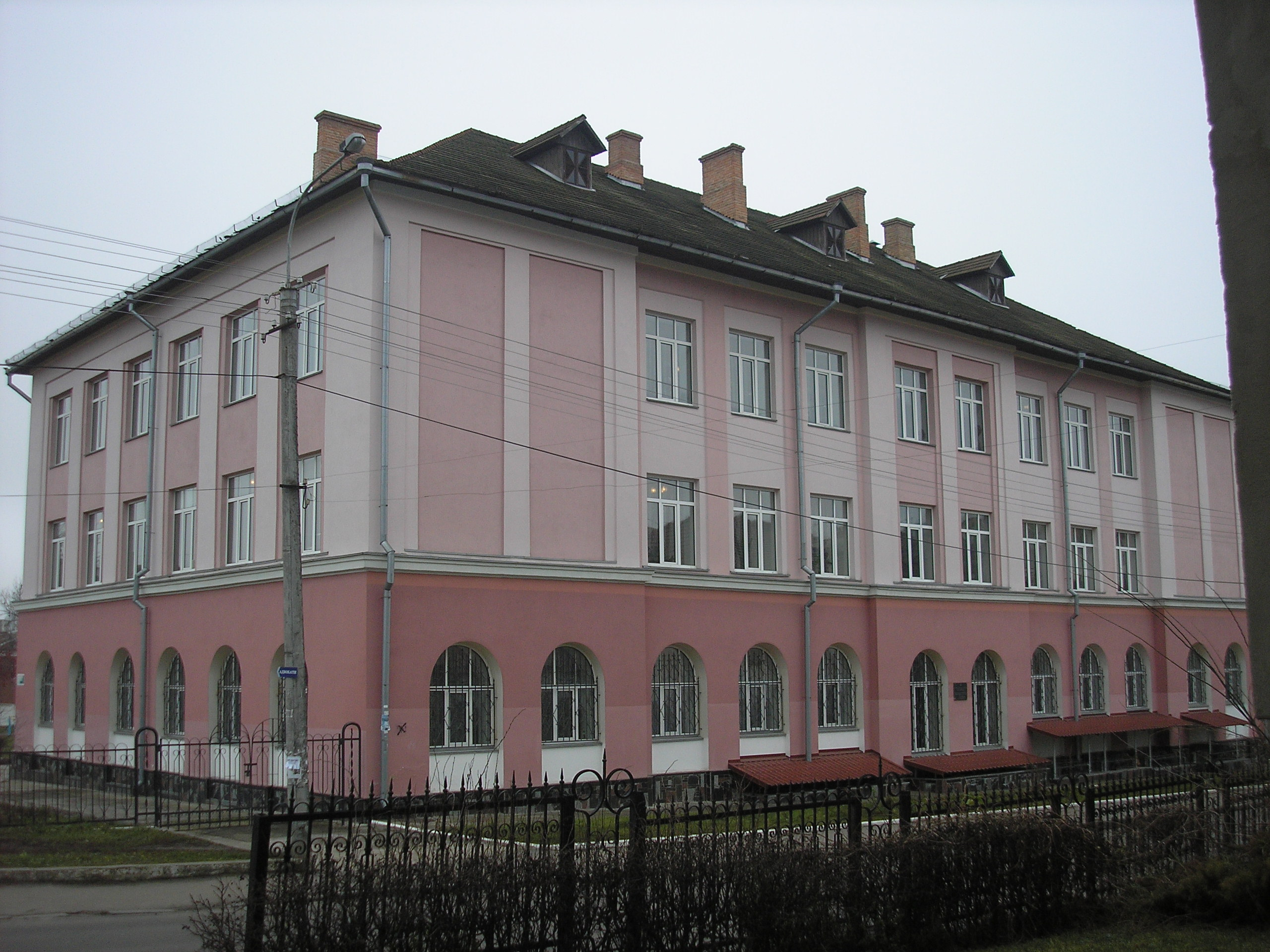
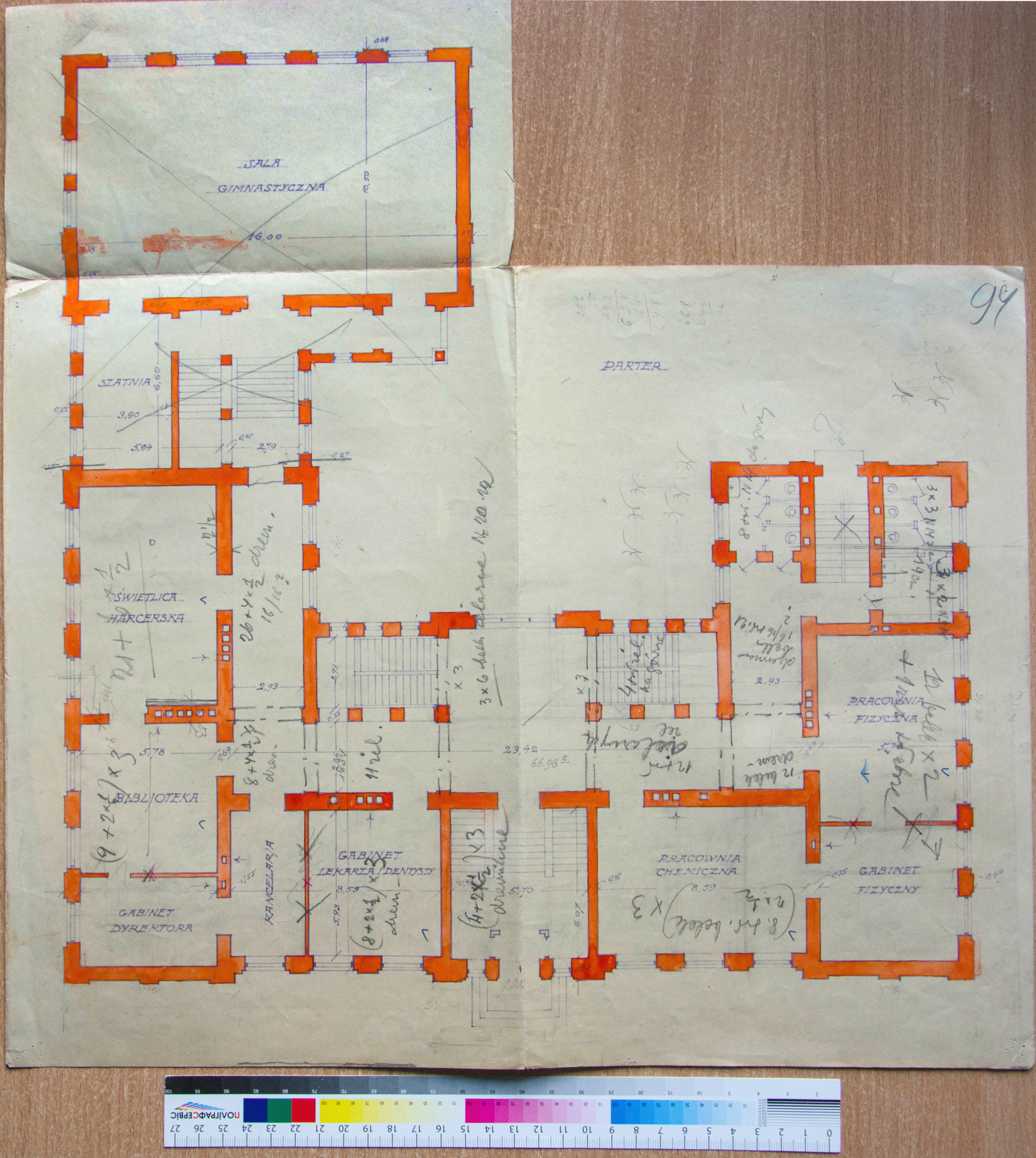
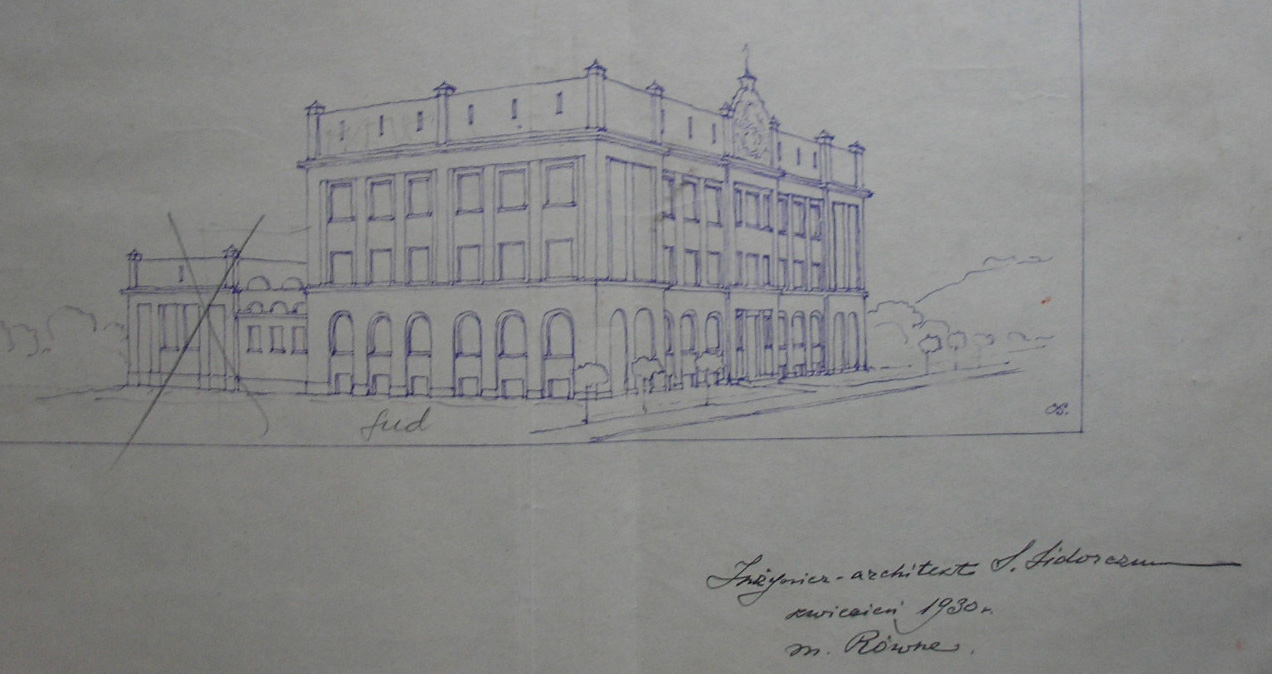